# Ghiffa
Ghiffa ist eine Gemeinde am Lago Maggiore in der italienischen Provinz Verbano-Cusio-Ossola (VB) in der Region Piemont.

## Lage und Einwohner
Ghiffa liegt 6 km nordöstlich der Provinzhauptstadt Verbania auf einer Höhe von 201 m über dem Meeresspiegel am Ufer des Lago Maggiore. Das Gemeindegebiet umfasst eine Fläche von 13,95 km² und hat 2246 Einwohner (Stand 31. Dezember 2023). Zu Ghiffa gehören die Fraktionen Arca, Bozzela, Carpiano, Cargiago, Caronio, Ceredo, Deccio, Frino, Rometto, Ronco, San Maurizio, Selva, Sasso und Susello. 
Die Nachbargemeinden sind Arizzano, Bee, Castelveccana (VA), Laveno-Mombello, Oggebbio, Porto Valtravaglia (VA), Premeno und Verbania.

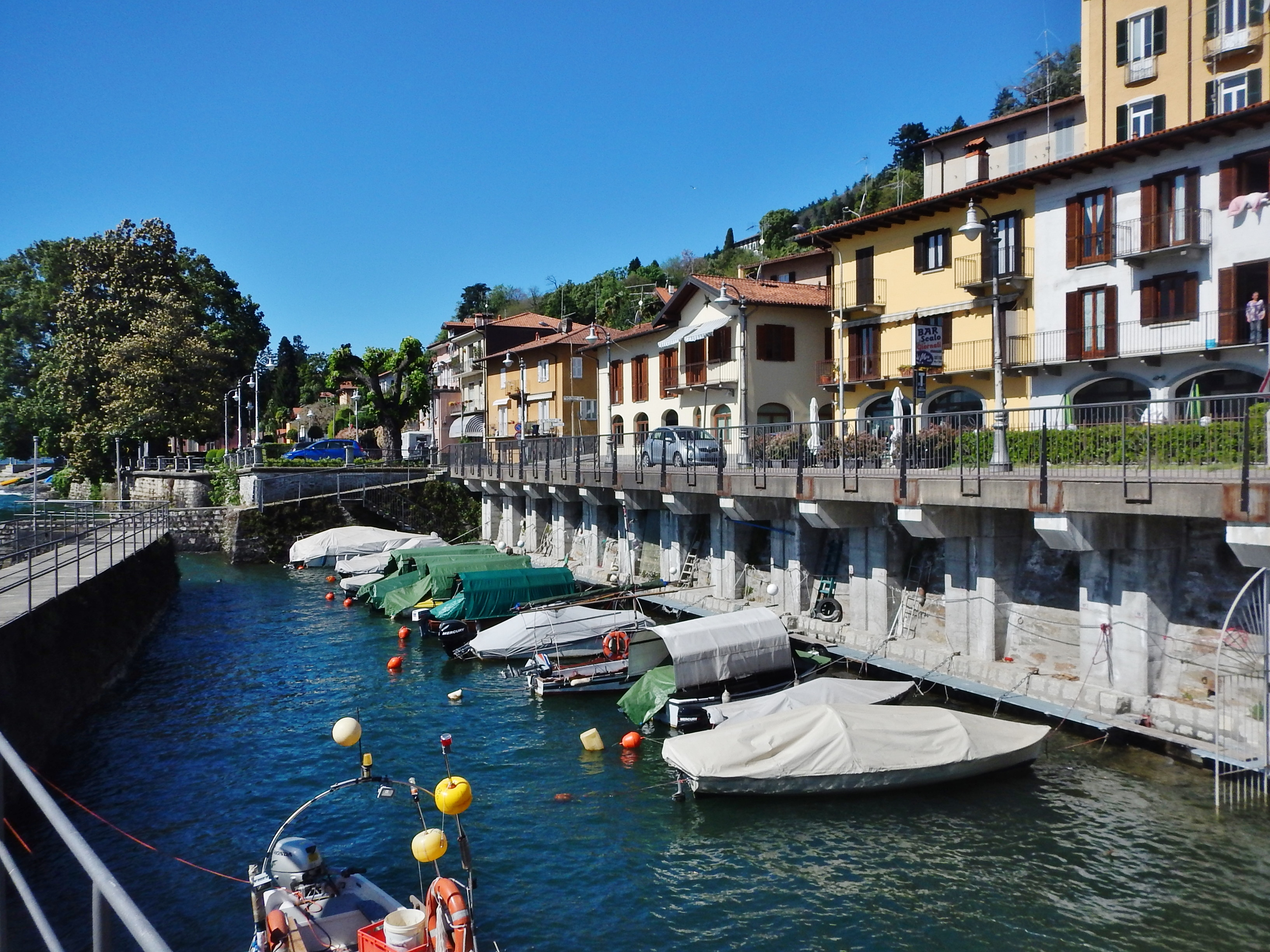
Ghiffa

## Geschichte

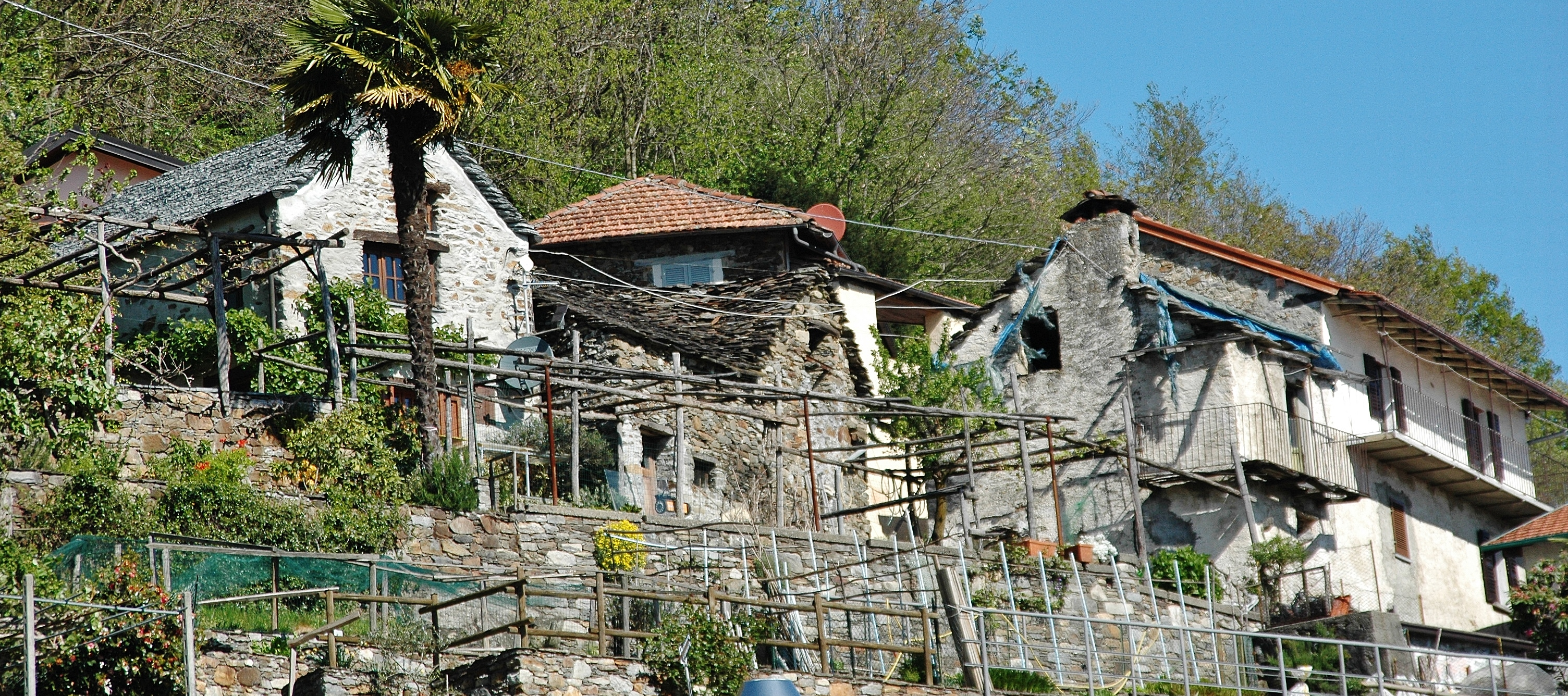
Fraktion Sant’Agata

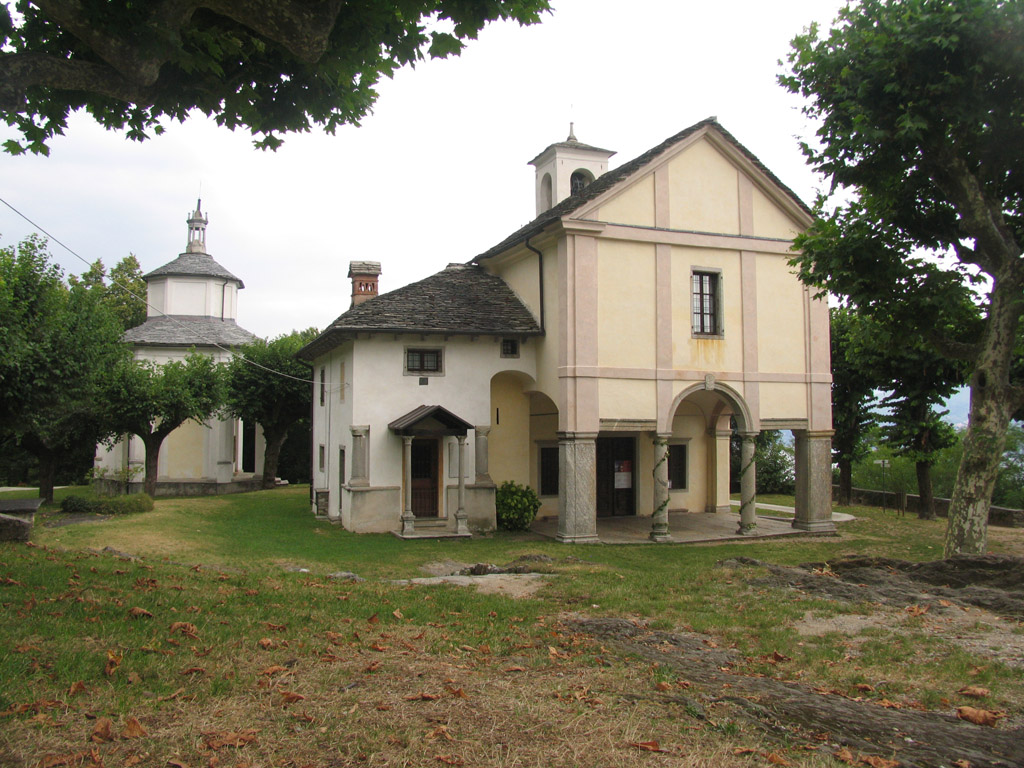
Sacro Monte della Santissima Trinità

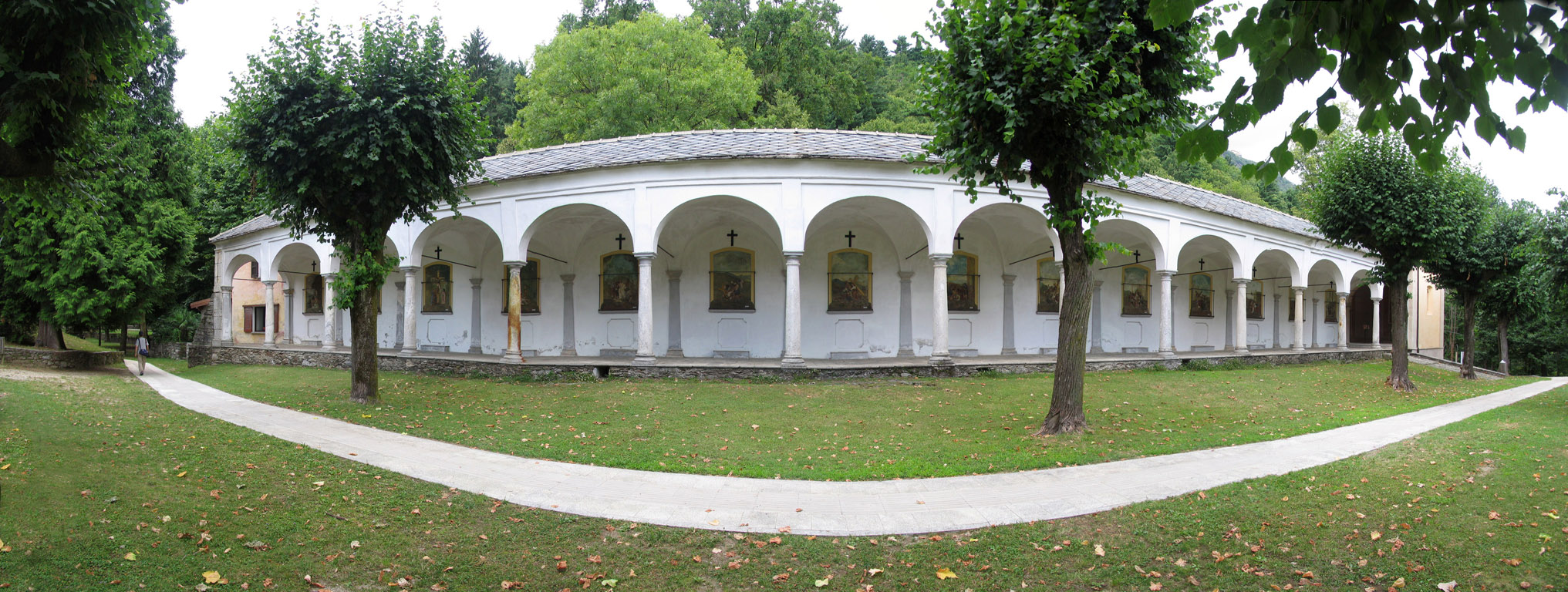
Sacro Monte della Santissima Trinità

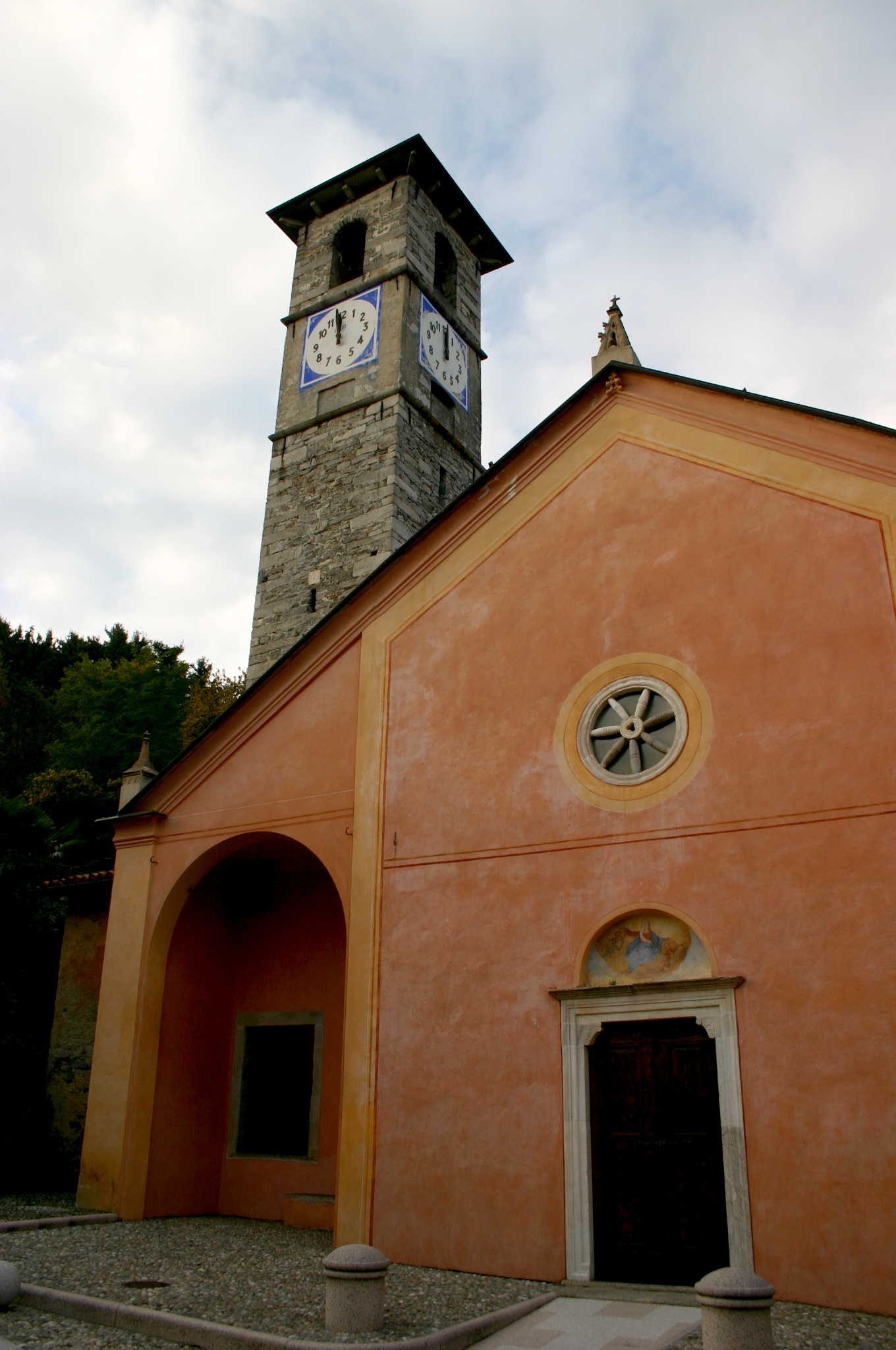
Kirche Santa Maria Assunta in der Fraktion Susello

Die ersten Siedlungen gehen auf die Golasecca-Kultur und die Eisenzeit zurück, wie die Felsritzungen und Funde im Bereich des Sacro Monte von Ghiffa belegen. Es gibt verschiedene Funde aus der Römerzeit, darunter einige Gräber in Frino und Carpiano.
Die erste Erwähnung von Ghiffa stammt aus dem Mittelalter in einer liturgischen Urkunde von 1125 nach Christus, zusammen mit Intra, Pallanza und Valle Intrasca. Filippo Maria Visconti übergab im Jahr 1447 das Dekanat von San Maurizio als Fehde an die Markgrafen Moriggia (Morigi), sie hielten einen Hof in Ceredo und bauten ihr eigenes Schloss im Dorf Frino, das zur Hauptstadt der Fehde wurde. Diese Fehde dauerte bis 1744, als die Fehde nach dem Vertrag von Worms an das Königreich Savoyen abgetreten wurde, und dann, mit dem Aussterben der Familie Moriggia, an die Familie Borromeo überging.
Im 19. Jahrhundert entwickelte sich der Seeverkehr sowie die Fertigstellung der Küstenstraße bis in die Schweiz.

## Hutmacher in Ghiffa
Ghiffa ist seit dem 19. Jahrhundert bekannt für die hier hergestellten Filzhüte, welche Borsalino-Hüte genannt werden. Das ehemalige Gebäude der Hutfabrik Panizza beheimatet heute ein Hutmachermuseum.

## Sehenswürdigkeiten
- Der Sacro Monte di Ghiffa steht auf dem Gebiet des Ortes. Diese Wallfahrtsstätte ist seit 2003 als Teil der Sacri Monti in die Liste des Weltkulturerbe der UNESCO eingetragen.
- Die Pfarrkirche San Maurizio steht auf einem grünen, isolierten Hügel und stammt aus dem 12. Jahrhundert. Das erste Gebäude stammt aus dem Jahr 1125, wurde aber 1547 komplett umgebaut und der Tempel erhielt seine heutigen typologischen Merkmale.
- Die Kirche Santa Croce steht unweit des Rathauses; sie wurde in der zweiten Hälfte des 17. Jahrhunderts als einfaches Oratorium erbaut und erst seit 1954 zur Pfarrkirche wurde. Der daneben liegende Glockenturm stammt aus dem Jahr 1773.
- Die Kirche Beata Vergine Assunta im Ortsteil Susello wurde erstmals erwähnt im Jahr 1173 und weist ein lombardisches Hüttenprofil mit neugotischen Zinnen auf der Spitze und zwei charakteristische, durch Bögen eingeführte Räume an den Seiten des Portals aus dem 16. Jahrhundert auf.
- Das Benediktinerinnenkloster der Benediktinerinnen vom Heiligsten Sakrament stammt aus dem frühen 20. Jahrhundert und wurde auf den Ruinen eines alten Patrizierhauses, dem Prestini-Haus, errichtet. Die Schwestern kamen 1906 von Seregno, wo das Kloster 1880 von dem französischen Kloster Arras gegründet worden war.
- Das Schloss von Frino wurde um 1600 von den Markgrafen Moriggia erbaut. Es befindet sich in einer der schönsten und panoramischsten Lagen von Lago Maggiore und wurde 1896 an den Aussterben der Familie verkauft und vom Architekten Giuseppe Pirovano gekauft. Er übernahm das Schloss, dem auch die reiche Ausstattung fehlte, und restaurierte es wieder zu seinem früheren Glanz.

## Gemeindepartnerschaft
- Bilieu, seit 2004